# Goryeosa
In de Goryeosa of Geschiedenis van Goryeo wordt de geschiedenis van de Koreaanse Goryeodynastie beschreven. Het boek werd echter ruim een eeuw na de val van de Goryeodynastie samengesteld tijdens het bewind van koning Sejong van Joseon. De koning gaf de geleerden Kim Jongseo en Jeong Inji opdracht om het boek samen te stellen. Zij baseerden zich daarbij op primaire en secundaire bronnen die nu niet meer beschikbaar zijn.
De Goryeosa is geschreven in klassiek Chinees en bestaat uit 139 delen; 43 kronieken, 39 delen over geografie, 2 delen met tijdstabellen, 50 met verschillende verhalen en 2 delen met lijsten. In 1962 werd een vertaling naar hedendaags Koreaans geschreven door Noord-Koreaanse geleerden.